# Röbäck
Röbäck est une ville rattachée à la commune d'Umeå en Suède, dans le comté de Västerbotten.
Sa population était de 2 230 habitants en 2010.